# Clément Antoine Clament
Clément Antoine Clament, né le 17 février 1851 à La Force (Dordogne) et décédé le 20 mars 1925 à Paris, est un médecin et homme politique français.

## Biographie
Médecin, il est également écrivain et publie sous le pseudonyme de « C. Monterel ». Il est maire de La Force, conseiller général et député de la Dordogne de 1890 à 1924, inscrit au groupe des Républicains de gauche.
Le docteur Clément Clament est cousin des tragédiens Mounet-Sully et Paul Mounet, grandes figures de la scène parisienne 1900 et natifs de Bergerac en Dordogne.

## Sélection de publications
- Les mystères de Clamart (pseud. C. Monterel), Librairie française, Paris, 1881, 256 p., lire en ligne sur Gallica
- Du suicide dans quelques formes d'aliénation mentale , F. Pichon, Paris, 1883, 70 p., lire en ligne sur Gallica

### Sources
- « Clément Antoine Clament », dans le Dictionnaire des parlementaires français (1889-1940), sous la direction de Jean Jolly, PUF, 1960 [détail de l’édition]
- Séverine Pacteau de Luze, « Pierre-Antoine-Clément Clament », in Patrick Cabanel et André Encrevé (dir.), Dictionnaire biographique des protestants français de 1787 à nos jours, tome 1 : A-C, Les Éditions de Paris Max Chaleil, Paris, 2015, p. 687-688  (ISBN 978-2846211901)